# Cooperadoras de la Familia
El Instituto Secular de las Cooperadoras de la Familia (oficialmente en portugués: Instituto Secular das Cooperadoras da Família) es un instituto secular de mujeres católicas de derecho pontificio, fundado por el sacerdote portugués Joaquim Alves Brás, en Guarda (Portugal), en 1937. A los miembros del instituto se les conoce como cooperadoras de la familia y usan las siglas I.S.C.F.

## Historia

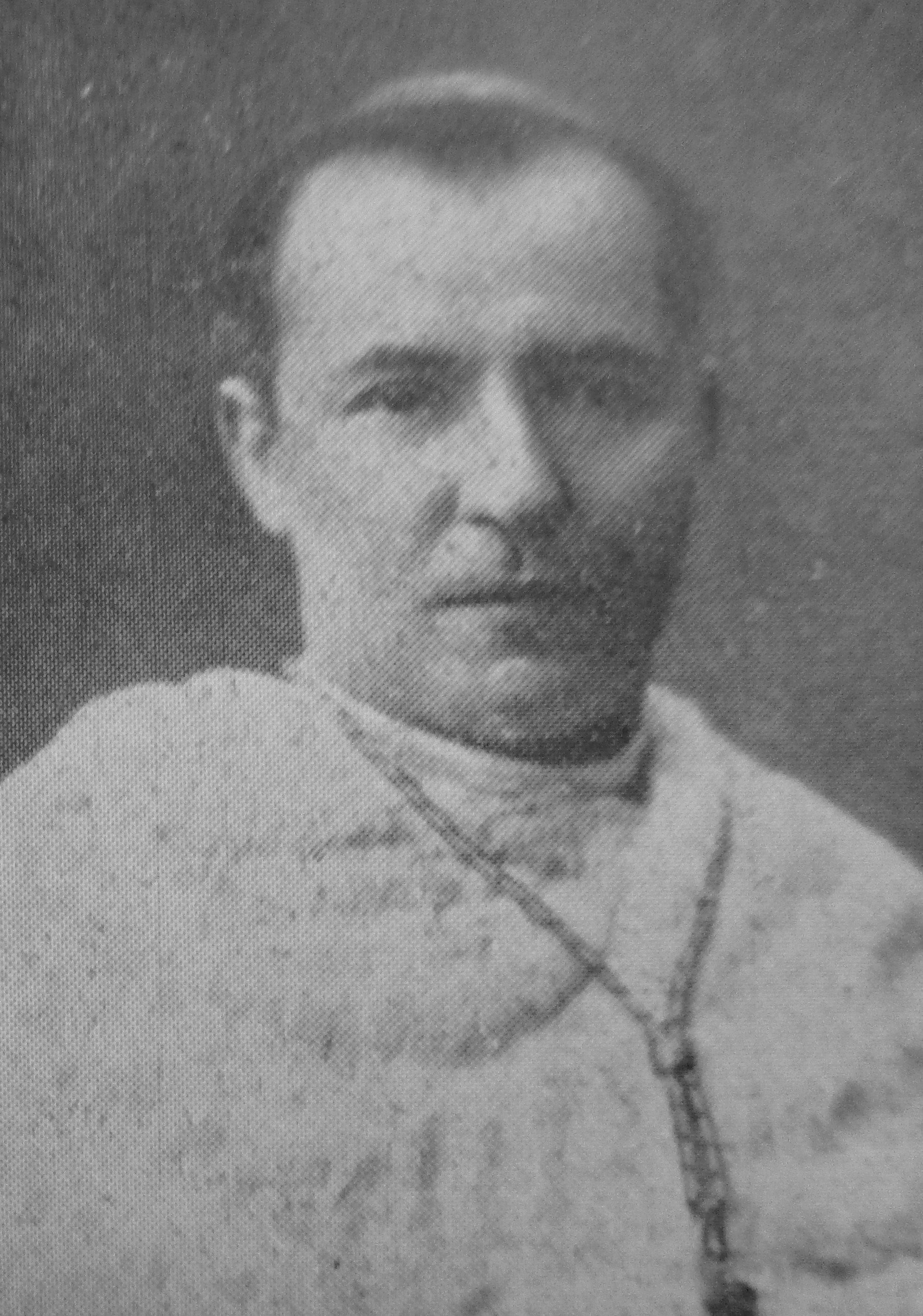
Manuel Gonçalves Cerejeira, patriarca de Lisboa, fue quien dio el estatus de instituto secular de derecho diocesano, a las cooperadoras de la familia.

El Instituto Secular de Cooperadoras de la Familia fue fundado por el sacerdote diocesano Joaquim Alves Brás, en la ciudad de Guarda, Portugal, en 1933. El fundador primero había dado inicio a una obra social para el apostolado familiar con el nombre de Obra de Santa Zita. Para este servicio necesitaba un grupo de colaboradores que se dedicaran al servicio de la obra. Su idea no era la de fundar una congregación religiosa. Sin embargo, para la época los institutos seculares no tenían una forma jurídica clara en el seno de la Iglesia católica, hasta que el papa Pío XII, resolvió esa situación, mediante la constitución apostólica Provida Mater Ecclesia.
Abaladas por el nuevo documento eclesial, las cooperadoras de la familia recibieron la aprobación diocesana el 19 de marzo de 1961, por parte del patriarca de Lisboa, Manuel Gonçalves Cerejeira. El papa Juan Pablo II elevó el instituto al estatus de instituto secular de derecho pontificio, mediante Decretum laudis del 1 de enero de 2000.

## Organización
El Instituto Secular Cooperadoras de la Familia es un instituto de derecho pontificio centralizado, cuyo gobierno es ejercido por una presidente a nivel general. Está presente en Portugal, España, Francia, Suiza, Alemania, Italia y Brasil. La sede central se encuentra en Lisboa.
Las cooperadoras de la familia viven en comunidad o fuera de ella, mantienen su condición de seglares, aunque si son consagradas a través de la profesión de los votos, realizan en su labor pastoral el propio ambiente en que viven y se dedican a a la evangelización de la familia, a través de la atención psicológica y religiosa de las mismas, la preparación al sacramento del matrimonio y obras pastorales en torno a ellas.